# Páez (Cauca)
Páez es un municipio de Colombia, situado en el departamento de Cauca (provincia de Oriente) al suroeste del país, a 130 km de Popayán, la capital del departamento. La cabecera municipal recibe el nombre de Belalcázar. Fue elevado a la categoría de municipio el 13 de diciembre de 1907.  Su territorio hace parte del Sur del Alto Magdalena.

## Geografía
Está ubicado en las estribaciones de la Cordillera Central y posee todos lo pisos térmicos lo cual explica la diferencia climática y la variación de la vegetación natural; su población es de 36 287 habitantes (proyección Dane 2005) y la temperatura promedio de Belalcázar es de 20 °C el cual se encuentra a 1450 m s. n. m.
Políticamente está dividido en quince resguardos indígenas: Avirama, Belalcázar, Cohetando, Chinas, Lame, Mosoco, Pickwe Tha Fiw, San José, Ricaurte, Tálaga, Tóez, Togoima, Vitoncó, Wila, Zuin, y dos corregimientos: Itaibe y Riochiquito. 
Una característica especial es el de ser un municipio pluriétnico, encontramos: indígenas (de la etnia Páez), negros y mestizos.

### Límites del municipio
Por el norte limita con el municipio de Ataco, en el departamento del Tolima; por el nororiente con el municipio de Teruel, en el departamento del Huila; por el oriente con los municipios de la Plata, Íquira y Nátaga, en el departamento del Huila; por el suroccidente con el municipio de Inzá, en el departamento del Cauca; y por el occidente con los municipios de Silvia, Jambaló y Toribío, en el departamento del Cauca en Colombia.

## División Político-Administrativa
Además de su Cabecera municipal: Belalcázar. 
Páez tiene bajo su jurisdicción los siguientes Centros poblados:
- Avirama
- Cohetando
- Coquiyó
- El Rodeo
- Guadualejo
- Guapio
- Guaquiyó
- Itaibe
- La María
- La Mesa de Avirama
- La Mesa de Belalcázar
- La Mesa de Togoima
- Mesa de Caloto
- Mesa de Tálaga
- Minuto de Dios
- Ricaurte
- Riochiquito
- San Luis (Potrerillo)
- Santa Rosa
- Tálaga
- Tóez
- Vicanenga

## Historia
En la época federal de Colombia, formó parte del Territorio de Guanacas.
El municipio fue constituido mediante Decreto n.º 1510 de 13 de diciembre de 1907, firmado por el señor Presidente de la República, General Rafael Reyes Prieto.
El 6 de junio de 1994 sufrió un terremoto y una posterior avalancha del río Páez y sus afluentes, que afectó gran parte del municipio y otros municipios vecinos; desaparecieron pueblos como: Irlanda, Huila, Tóez, Talaga, entre otros, y cobró muchas vidas. La gestión de algunas instituciones, como la Corporación Nasa Kiwe, hoy –físicamente– se encuentra recuperado en parte.